# Фобург-ан-дер-Донау
Фобург-ан-дер-Донау (нем. Vohburg an der Donau) — город в Германии, в земле Бавария. Расположен у впадения реки Пар в Дунай.
Подчинён административному округу Верхняя Бавария. Входит в состав района Пфаффенхофен-на-Ильме.  Население составляет 7242 человека (на 31 декабря 2010 года). Занимает площадь 45,19 км². Официальный код  —  09 1 86 158.
Город подразделяется на 12 городских районов.

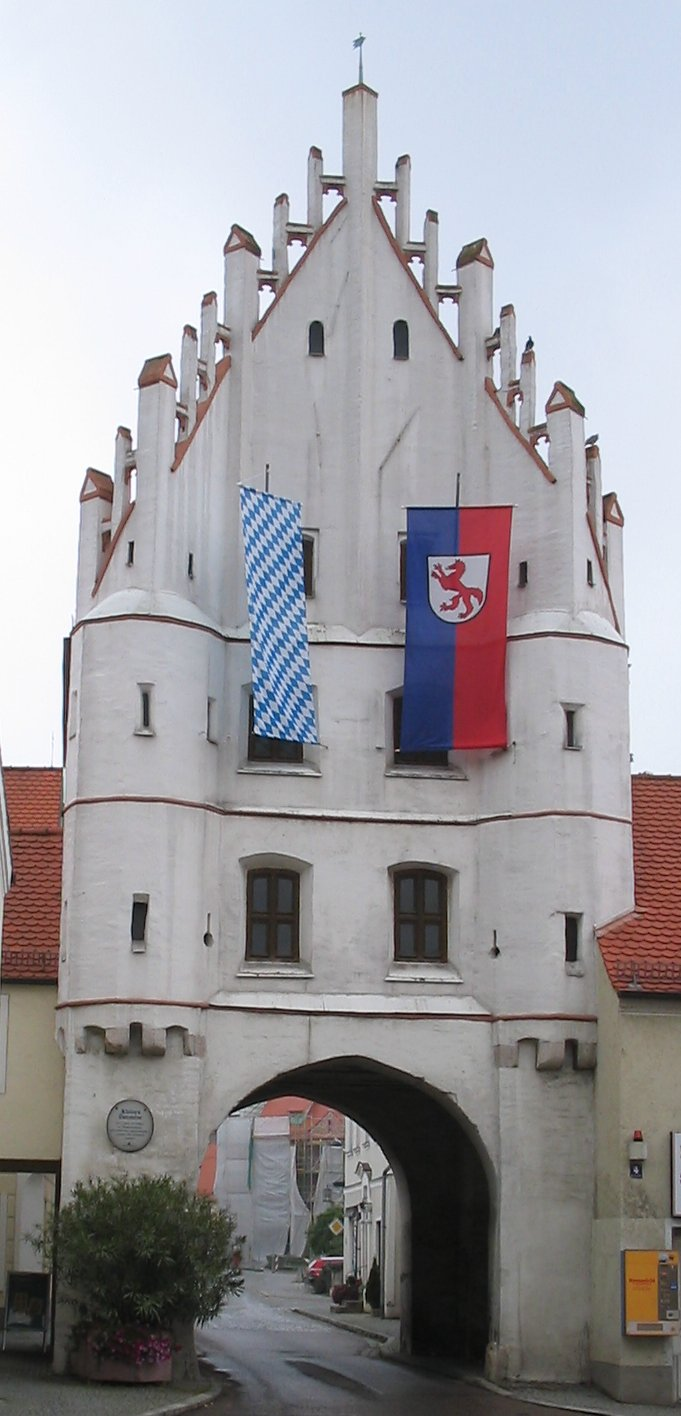
Фобург-ан-дер-Донау

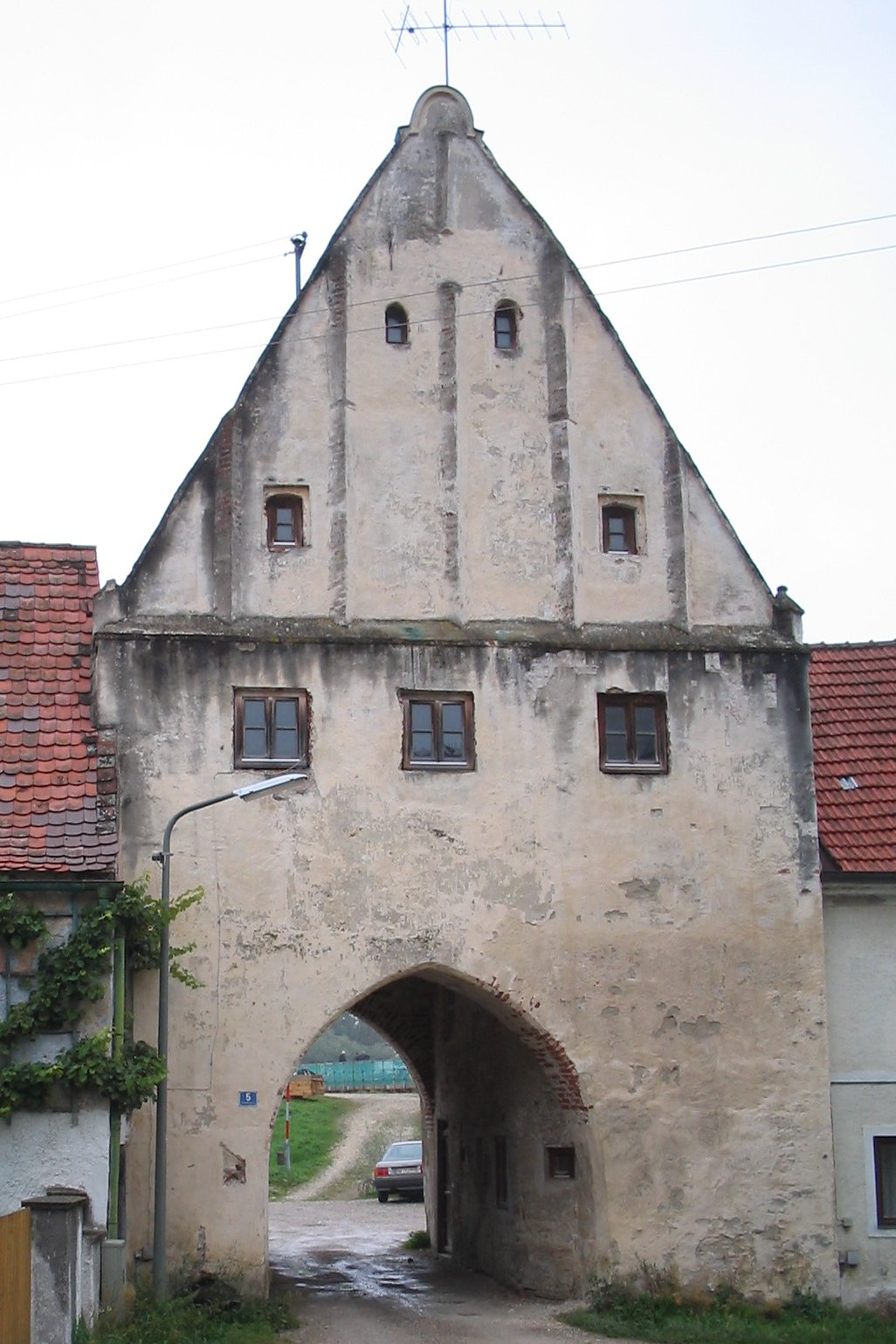
Фобург-ан-дер-Донау